# 直方山笠
直方山笠（のおがたやまかさ）は、福岡県直方市の多賀神社、須賀神社に奉納される山笠行事である。

## 歴史
一時中断していた多賀神社の御神幸祭を江戸時代に直方藩主により再興した際に山笠を奉納したのが始まり。
構成区は、古町南区、古町中区、古町北区、外町区、新町南区、新町西区、新町北区であった。
しかし、新町南区、新町西区、新町北区は須賀神社の山笠で、多賀神社の祭礼とは別に行われていた。
現在のように、新町が須賀神社と多賀神社の二社に奉納するようになったのは戦後のことである。
また、昭和期には子供山笠も行われるようになり、博多祇園山笠と同様に多賀神社の境内や市内各地に飾り山笠を建てていた。

## 概要
元々は秋に行われていたが、現在は、毎年7月の最終金土日に行われている。4年に一度、10月の第3土日に催される多賀神社の日若祭にて運行することがある。

### 構成区
現在の構成区は以下の4区である。
・古町北区
・古町中区
・多賀区（旧、古町南区）
・新町
なお、新町のみ須賀神社と多賀神社の二社に奉納する。
2006年7月29日に、運行に参加していた男性が山笠に轢かれ死亡するという事故がおこった。このため翌日の運行が中止、また4区の申し合わせにより2007年の山笠行事も中止となったが、安全対策などを検討した上で2008年から再開された。

## 山笠の形態
古来は博多祇園山笠の飾り山笠と同系の背の高いものだったが、明治時代に電線の都合で置き山となり、その後は現在の様な背の低い山笠を運行するようになった。
この山笠は中心にお堂を置き、前後から観賞できるように周囲に複数の人形を置く、横広がりの形となった。飾りや人形の配置は、ほぼ左右対称となっている。夜は多数の電飾で照らされ運行される。筑豊地方や北九州地方においては同様の形態の山笠が数多くあり、「直方系」と分類されている。
また直方山笠は、人形を飾る前に笹山笠を作り運行する。笹山笠は、黒崎祇園山笠などにも見られる。
運行中に山笠を上下に揺さぶる「がぶり」を行うことがある。

## 宰振り
宰振り(ざいふり、宰振、采振、采振りとも書く)とは、「宰(ざい、采とも書く)」と呼ばれる竹と和紙で作られた采配のようなものであり、山笠の表と見送り(後側)それぞれの台に乗って振る役割。直方系の山笠に多くみられる。
宰(采とも書く)を振ることで、町々を清め、厄を払い、幸運を呼び込むとされる。「打込み」といって山笠に寄付や貢献した者に対して、一旦山笠の運行をやめて宰(采とも書く)を振ることも多くある。
また、「神様(山笠)が通る道だ！道をあけろ！」といった意味合いもある。